# 낸 켐프너
낸 켐프너(Nan Kempner, 1930년 7월 24일 ~ 2005년 7월 3일)는 뉴욕의 사교계 명사이다. 패션 센스와 자선활동으로 명성을 떨쳤다.
켐프너는 코네티컷 칼리지를 다녔고 그곳에서 은행원 토머스 레녹스 켐프너를 만나 1950년대 초에 결혼했다.
1973년, 낸 켐프너는 앤디 워홀에 의해 그림이 그려졌다.
2005년 7월 3일 74세의 나이로 폐기종으로 사망했다.